# Metylisocyanat
Metylisocyanat (MIC) är ett kemiskt ämne som hör till gruppen isocyanater. Metylisocyanat (CH3NCO) är en färglös vätska med tårgasliknande lukt. Den är reaktiv, flyktig och explosiv i blandning med luft. Tröskelvärdet är uppsatt till 0,02 ppm.

## Reaktioner
Metylisocyanat reagerar med vatten och bildar 1,3-dimetylurea (CO(NHCH3)2).
{\displaystyle {\rm {2\ CH_{3}NCO+H_{2}O\rightarrow CO(NHCH_{3})_{2}+CO_{2}}}}
I kallt vatten är reaktionen till en början långsam, men den är exoterm. Om lösningen inte kyls av tillräckligt kommer reaktionen att skena tills metylisocyanaten börjar koka. Om det är underskott på vatten bildas även biuret (NH(CONH2)2).
Även ammoniak och aminer reagerar med MIC och bildar substitutioner av urea.

## Framställning
MIC tillverkas vanligen av metylamin (CH3NH2) och fosgen (CCl2O).
{\displaystyle {\rm {CH_{3}NH_{2}+CCl_{2}O\rightarrow CH_{3}NCO+2HCl}}}
Som en sidoeffekt bildas även N-metylkarbamoylklorid (MCC)
{\displaystyle {\rm {CH_{3}NH_{2}+CCl_{2}O\rightarrow CH_{3}NHCOCl+HCl}}}
Även metylkarbamoylkloriden kan omvandlas till metylisocyanat genom reaktion med en tertiär amin, till exempel dimetylanilin eller pyridin.
{\displaystyle {\rm {CH_{3}NHCOCl+C_{5}H_{5}N\rightarrow CH_{3}NCO+C_{5}H_{5}NH^{+}+Cl^{-}}}}

## Användning
MIC används främst för tillverkning av karbamatbaserade bekämpningsmedel.
{\displaystyle {\rm {CH_{3}NCO+{\mathit {R}}\!\!-\!OH\rightarrow {\mathit {R}}\!\!-\!OCONHCH_{3}}}}

## Gaskatastrofen i Bhopal
Vid Bhopalkatastrofen i Indien 1984, i Union Carbides pesticidfabrik, kom stora mängder förorenat vatten in i den tank som innehöll 43 ton MIC. En kraftig reaktion startade och en aerosol spred sig över staden. 
Den utspridda metylisocyanaten antas ha reagerat med vatten i luften och bildat det betydligt ofarligare metylamin. Eftersom fosgen användes i tillverkningen är det troligt att detta fanns med. Om temperaturen var tillräckligt hög, vilket är troligt, bildades även cyanväte (HCN). Dessutom fanns i aerosolen koldioxid, nitrösa gaser (NOx), MIC-trimerer och andra ämnen.
Eftersom utsläppen skedde dels vid marknivå, dels från hög höjd, kom molnet att innehålla olika koncentrationer av olika ämnen på olika höjd och avstånd från fabriken. Gaserna var tyngre än luft och trängde därför undan luften från marknivån.
I Bhopalkatastrofen dog till en början nästan 8 000 personer, och kanske 17 000 totalt. Minst 520 000 personer utsattes för gaserna. Man räknar med att 100 000 kan ha fått bestående men av olika grad.